# Dzwoneczek i sekret magicznych skrzydeł
Tinker Bell and the Secret of the Wings, 2012 – amerykański film animowany ze studia Walt Disney Animation Studios, będący kontynuacją filmu Dzwoneczek i uczynne wróżki z 2010 roku.

## Obsada
- Mae Whitman – Dzwoneczek
- Lucy Liu – Mgiełka
- Raven-Symoné – Iridessa
- Kristin Chenoweth – Różyczka
  - Megan Hilty – Różyczka (głos)
- Angela Bartys - Fawn
- Jesse McCartney – Terence
- Pamela Adlon – Vidia
- AnnaSophia Robb – PeriWinkle
- Jeff Bennett – Clank
- Rob Paulsen – Bobble
- Matt Lanter – Sled
- Timothy Dalton – Lord Milori
- Anjelica Huston – królowa Klarion
- Jane Horrocks – Fairy Mary

## Wersja polska
W wersji polskiej udział wzięli:
- Natalia Rybicka – Cynka / Dzwoneczek
- Weronika Książkiewicz – Barwinka
- Marek Barbasiewicz – Lord Milori
- Zbigniew Waleryś – Ludwik
- Katarzyna Glinka-Gołdon – Mgiełka
- Kaja Paschalska – Iskierka
- Tamara Arciuch – Różyczka
- Monika Dryl – Widia
- Maria Niklińska – Jelonka
- Piotr Bajtlik – Zefir
- Monika Węgiel-Jarocińska – Igiełka
- Magdalena Krylik – Gracja
- Łukasz Lewandowski – Pompon
- Michał Piela – Klank
- Anna Seniuk-Małecka – Wróżka Duszka
- Izabella Bukowska-Chądzyńska – doktor Wróżka
- Katarzyna Żak – królowa Klarion

W pozostałych rolach:
- Izabela Dąbrowska
- Anna Dereszowska
- Bożena Furczyk
- Hanna Pruśniewska
- Milena Suszyńska
- Anna Sztejner
- Anna Wodzyńska
- Wojciech Machnicki
- Bartosz Martyna
- Wojciech Paszkowski
- Grzegorz Pierczyński
- Paweł Podgórski
- Tomasz Steciuk

Piosenki śpiewają:
- „Będę tam”: Ada Szulc
- „Od dziś masz mnie”: Ada Szulc oraz Agnieszka Tomicka i Katarzyna Owczarz
- „Od dziś masz mnie” – Repryza: Ada Szulc oraz Agnieszka Tomicka, Katarzyna Owczarz i Łukasz Talik
- „Od dziś masz mnie” – Finał: Ada Szulc oraz Agnieszka Tomicka i Katarzyna Owczarz
- „Od dziś masz mnie” – Wersja pod napisy końcowe: Ada Szulc oraz Agnieszka Tomicka i Katarzyna Owczarz

Reżyseria: Joanna Węgrzynowska-Cybińska

Dialogi polskie: Joanna Serafińska

Kierownictwo muzyczne: Agnieszka Tomicka

Teksty piosenek: Michał Wojnarowski

Opracowanie wersji polskiej: SDI Media Polska

Kierownictwo produkcji: Beata Jankowska, Anita Ucińska

Dźwięk i montaż: Elżbieta Pruśniewska, Adam Łonicki

Zgranie wersji polskiej: Shepperton International

Opieka artystyczna: Aleksandra Sadowska

Produkcja polskiej wersji językowej: Disney Character Voices International, Inc.